# موسینو (شهرستان کوگارچینسکی، باشقیرستان)
موسینو (انگلیسی: Musino, Kugarchinsky District, Republic of Bashkortostan) یک شهرک در شهرستان کوگارچینسکی جمهوری باشقیرستان در کشور روسیه است.